# Список национальных парков Грузии
В 1996 году парламент Грузии принял закон о природоохранных зонах. По этому закону, все природоохранные зоны были разделены на шесть категорий: I — заповедник (ограничен доступ публики); II — национальный парк, III — национальный монумент, IV — природный резерв (Заказник), V — природная зона («охраняемый пейзаж», англ. protected landscape); VI — зона регулируемого использования.

## Национальные заповедники
Соответствует категории — IUCN I.
По данным 2010 года насчитывается 16 национальных заповедников.
| №  | Название                                      | Оригинальное название            | Край                                                                  | Площадь   | Год получения статуса |
| -- | --------------------------------------------- | -------------------------------- | --------------------------------------------------------------------- | --------- | --------------------- |
| 1  | Бабанеури                                     | ბაბანეურის სახელმწიფო ნაკრძალი   | Кахетия                                                               | 747 га    | 1950                  |
| 2  | Бацари                                        | ბაწარის სახელმწიფო ნაკრძალი      | Кахетия                                                               | >3000 га  | 1935                  |
| 3  | Пицунда                                       | ბიჭვინთის სახელმწიფო ნაკრძალი    | Абхазия (частично признанное государство Абхазия)                     | 165 га    | 1926                  |
| 4  | Боржоми                                       | ბორჯომ-ხარაგაულის ეროვნული პარკი | Самцхе-Джавахети                                                      | 760       | 1935                  |
| 5  | Гумиста                                       | გუმისთის სახელმწიფო ნაკრძალი     | Абхазия (частично признанное государство Абхазия)                     | 13 000 га | 1941                  |
| 6  | Вашловани                                     | ვაშლოვანის ეროვნული პარკი        | Кахетия                                                               | 4868 га   | 1935                  |
| 7  | Тушети                                        | თუშეთის ეროვნული პარკი           | Кахетия                                                               | 10 694 га | 1961                  |
| 8  | Кинтриши                                      | კინტრიშის სახელმწიფო ნაკრძალი    | Аджария                                                               | 7166 га   | 1959                  |
| 9  | Лагодехи                                      | ლაგოდეხის სახელმწიფო ნაკრძალი    | Кахетия                                                               | 22 266 га | 1912                  |
| 10 | Лиахвский заповедник (Цхинвальский район РЮО) | ლიახვის სახელმწიფო ნაკრძალი      | Шида-Картли (частично признанное государство Республика Южная Осетия) | 6388 га   | 1977                  |
| 11 | Мариамджвари                                  | მარიამჯვრის სახელმწიფო ნაკრძალი  | Кахетия                                                               | 1033 га   | 1935                  |
| 12 | Мюссера                                       | მიუსერის სახელმწიფო ნაკრძალი     | Абхазия (частично признанное государство Абхазия)                     |           |                       |
| 13 | Рица                                          | რიწის სახელმწიფო ნაკრძალი        | Абхазия (частично признанное государство Абхазия)                     | 16 289 га | 1946                  |
| 14 | Сатаплия                                      | სათაფლიის სახელმწიფო ნაკრძალი    | Имеретия                                                              | 354 га    | 1935                  |
| 15 | Псху                                          | ფსხუს სახელმწიფო ნაკრძალი        | Абхазия                                                               |           |                       |
| 16 | Кобулети                                      | ქობულეთის სახელმწიფო ნაკრძალი    | Аджария                                                               |           |                       |

## Национальные парки
Соответствует категории — IUCN II.

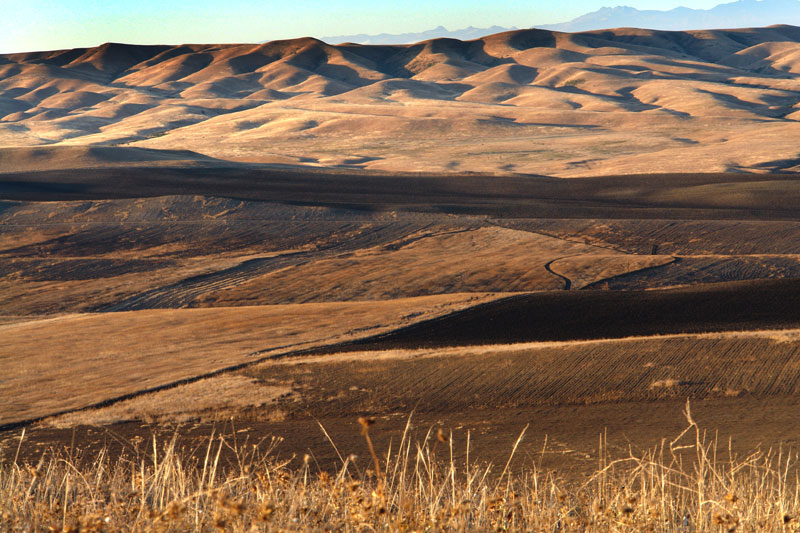
Национальный парк Вашловани

По данным 2015 года насчитывается 10 национальных парков.
Первый национальный парк Грузии — Национальный парк «Сагурамо» (позднее — Тбилисский национальный парк) — был основан в 1973 году.
| №  | Название          | Оригинальное название            | Край                              | Площадь, км2 | Год получения статуса |
| -- | ----------------- | -------------------------------- | --------------------------------- | ------------ | --------------------- |
| 1  | Алгети            | ალგეთის ეროვნული პარკი           | Квемо-Картли                      | 68           | 1965                  |
| 2  | Боржоми-Харагаули | ბორჯომ-ხარაგაულის ეროვნული პარკი | Самцхе-Джавахети                  | 851          | 1995                  |
| 3  | Вашловани         | ვაშლოვანის ეროვნული პარკი        | Кахетия                           | 351          | 2003                  |
| 4  | Джавахети         | ჯავახეთის ეროვნული პარკი         | Самцхе-Джавахети                  | 142          | 2011                  |
| 5  | Казбеги           | ყაზბეგის ეროვნული პარკი          | Мцхета-Мтианети                   | 90           | 1976                  |
| 6  | Колхети           | კოლხეთის ეროვნული პარკი          | Самегрело-Верхняя Сванетия, Гурия | 466          | 1998                  |
| 7  | Мачахела          | მაჭახელას ეროვნული პარკი         | Аджария                           | 87           | 2012                  |
| 8  | Мтирала           | მტირალას ეროვნული პარკი          | Аджария                           | 157          | 2007                  |
| 9  | Тбилиси           | თბილისის ეროვნული პარკი          | Тбилиси                           | 232          | 1973                  |
| 10 | Тушети            | თუშეთის ეროვნული პარკი           | Кахетия                           | 830          | 2003                  |

## Национальные монументы
Соответствует категории — IUCN III.
По данным 2010 года насчитывается 14 национальных монументов.
| №  | Название          | Оригинальное название                     | Край     | Площадь, км2 | Год получения статуса |
| -- | ----------------- | ----------------------------------------- | -------- | ------------ | --------------------- |
| 1  | Орлиное ущелье    | არწივის ხეობა (ეროვნული მონუმენტი)        | Кахетия  |              | 2003                  |
| 2  | Тахти-тефа        | ტახტითეფას ტალახის ვულკანები              | Кахетия  |              | 2003                  |
| 3  | Белая пещера      | თეთრი მღვიმე (ეროვნული მონუმენტი)         |          |              |                       |
| 4  | Пещера Язона      | იაზონის მღვიმე (ეროვნული მონუმენტი)       | Имеретия |              |                       |
| 5  | Пещера Нагареви   | ნაგარევის მღვიმე (ეროვნული მონუმენტი)     |          |              |                       |
| 6  | Пещера Навенахеви | ნავენახევის მღვიმე (ეროვნული მონუმენტი)   | Имеретия |              |                       |
| 7  | Каньон Окаце      | ოკაცეს კანიონი (ეროვნული მონუმენტი)       | Имеретия |              |                       |
| 8  | Водопад Окаце     | ოკაცეს ჩანჩქერი (ეროვნული მონუმენტი)      | Имеретия |              |                       |
| 9  | Пещера Сакажии    | საკაჟიის მღვიმე (ეროვნული მონუმენტი)      |          |              |                       |
| 10 | Пещера Кумистави  | ყუმისთავის მღვიმე (ეროვნული მონუმენტი)    |          |              |                       |
| 11 | Пещера Цуцхвати   | ცუცხვათის მღვიმოვანი (ეროვნული მონუმენტი) |          |              |                       |
| 12 | Ущелье Цкалцитела | წყალწითელას ხეობა (ეროვნული მონუმენტი)    |          |              |                       |
| 13 | Пещера Хомули     | ხომულის მღვიმე (ეროვნული მონუმენტი)       |          |              |                       |
| 14 | Мыс Джума         | ჯუმას ყურე (ეროვნული მონუმენტი)           | Кахетия  | 204 га       |                       |

## Заказники
Соответствует категории — IUCN IV.
По данным 2010 года насчитывается 10 заказников.
| №  | Название  | Оригинальное название | Край         | Площадь, км2 | Год получения статуса |
| -- | --------- | --------------------- | ------------ | ------------ | --------------------- |
| 1  | Аджамети  | აჯამეთის აღკვეთილი    | Имеретия     | 4848 га      | 1935                  |
| 2  | Гардабани | გარდაბნის აღკვეთილი   | Квемо-Картли | 3484 га      | 1996                  |
| 3  | Илто      | ილტოს აღკვეთილი       | Кахетия      | 6963 га      | 2003                  |
| 4  | Иори      | იორის აღკვეთილი       | Кахетия      |              |                       |
| 5  | Кацобури  | კაცობურის აღკვეთილი   | Самегрело    | 295 га       | 1996                  |
| 6  | Лагодехи  | ლაგოდეხის აღკვეთილი   | Кахетия      | 1970 га      | 2003                  |
| 7  | Недзви    | ლაგოდეხის აღკვეთილი   | Кахетия      | 8992 га      | 2007                  |
| 8  | Кобулети  | ქობულეთის აღკვეთილი   | Аджария      |              |                       |
| 9  | Хоруги    | ყორუღის აღკვეთილი     |              |              |                       |
| 10 | Чачуни    | ჭაჭუნის აღკვეთილი     | Кахетия      | 5200 га      |                       |

## Природная зона
Соответствует категории — IUCN V.
По данным 2010 года насчитывается 2 природные зоны.
| № | Название           | Оригинальное название                   | Край    | Площадь, км2 | Год получения статуса |
| - | ------------------ | --------------------------------------- | ------- | ------------ | --------------------- |
| 1 | Тушети             | თუშეთის დაცული ლანდშაფტი                | Кахетия | 27 903 га    | 2003                  |
| 2 | Кинтриши           | კინტრიშის დაცული ლანდშაფტი              |         |              |                       |
| 3 | Пшав-Хевсурети     | ფშავ-ხევსურეთის დაცული ტერიტორია        |         |              | планируется           |
| 4 | Мачахела           | მაჭახელას დაცული ტერიტორია              |         |              | планируется           |
| 5 | Центральный кавказ | ცენტრალური კავკასიონის დაცული ტერიტორია |         |              | планируется           |
| 6 | Сатаплия           | სათაფლიის დაცული ტერიტორია              |         |              | планируется           |